# Abernethy Flats
Koordinaten: 63° 52′ S, 57° 54′ W
Die Abernethy Flats sind eine von einem Gewässergeflecht durchzogene Geröllebene am Kopfende der Brandy Bay auf der James-Ross-Insel an der nordöstlichen Spitze der Antarktischen Halbinsel.
Geodätisch vermessen wurde sie vom Falkland Island Dependencies  Survey zwischen 1952 und 1954. Das UK Antarctic Place-Names Committee benannte die Ebene am 2. April 1984 nach Thomas Abernethy (1802–1860), Kanonier auf der Erebus während der Antarktisexpedition (1839–1843).